# Городская усадьба Власовых — Дашкевича
Городска́я уса́дьба Вла́совых — Дашке́вича — старинная усадьба в Москве, расположенная в пределах Садового и Бульварного колец по адресу Никитский бульвар, дом № 11.

## История
Согласно переписным книгам города Москвы, усадьба сформировалась в результате объединения нескольких дворов в конце XVII — начале XVIII века.
В начале XIX века на территории усадьбы в глубине двора был построен одноэтажный деревянный жилой дом с мезонином и одноэтажный хозяйственный корпус.
После Отечественной войны 1812 года усадьбу приобрёл действительный тайный советник С. М. Власов. В 1822 году его вдова В. A. Власова подвела под деревянный сруб главного дома каменный фундамент. В 1846 году владение приобрёл подполковник Н. Г. Головин, при котором был отремонтирован главный дом усадьбы и исправлен фасад дома. После этого были построены два флигеля (предположительно в 1846—1848 годах архитекторами И. М. Цвиленевым и С. Н. Рыжовым), выходящие на бульвар, и хозяйственный корпус (предположительно архитектором В. Н. Основским).
В середине 1880-х годов усадьбой владел городской учитель М. Г. Дашкевич, при котором в 1886 году левый двухэтажный флигель был расширен по северному фасаду одноэтажной пристройкой с подвалом по проекту И. М. Цвиленева.
В 1891 году два нижних деревянных венца главного дома были заменены каменной кладкой, а примыкавший к нему каменный одноэтажный жилой флигель был надстроен вторым жилым этажом и расширен по западному фасаду каменной двухэтажной пристройкой с подвалом.

## Использование

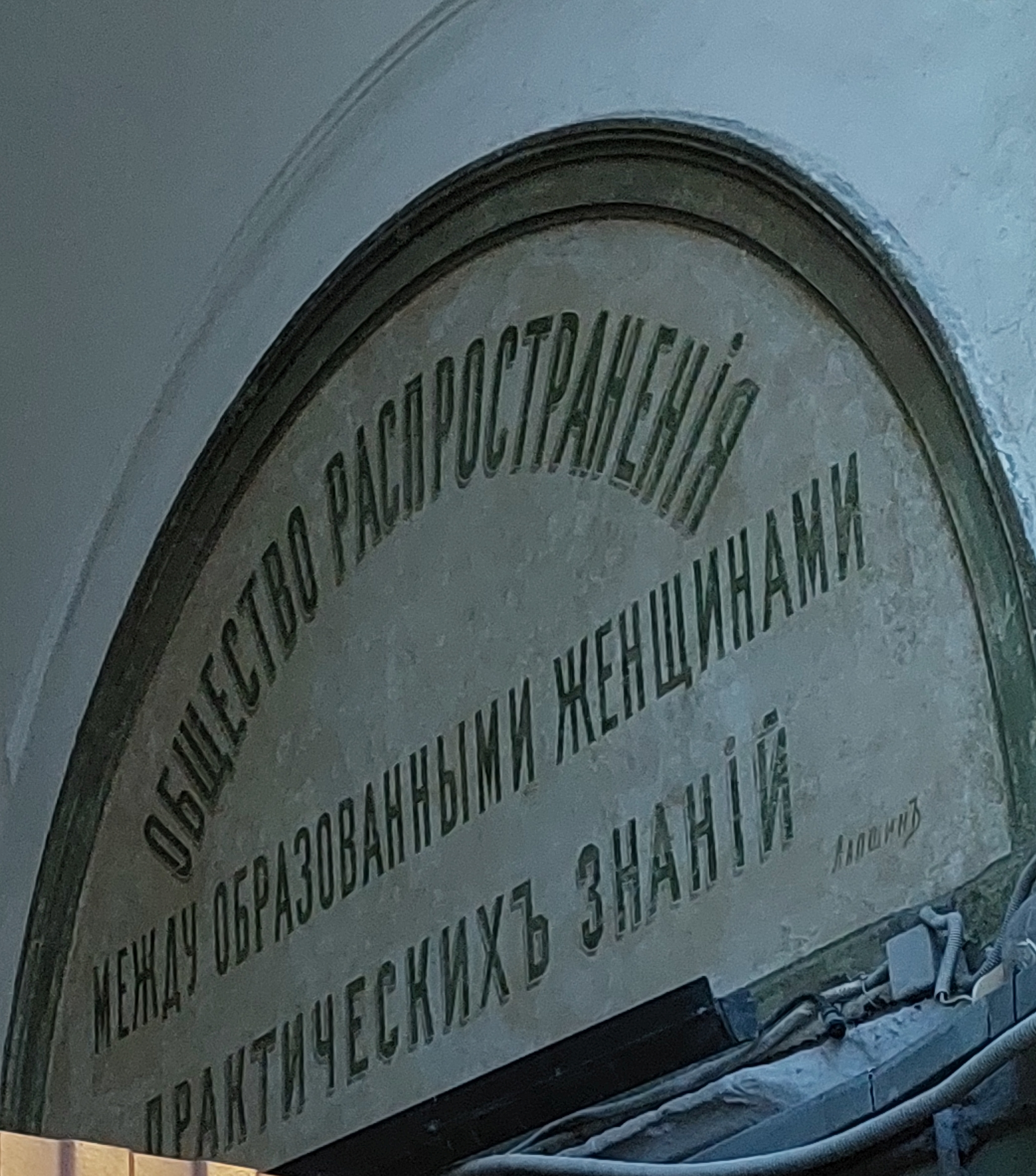
Сохранившаяся вывеска на доме, что там располагается Общество распространения практических знаний между образованными женщинами

В 1860-х годах в доме размещалось фотоателье Н. Е. Куренкова.
В конце XIX — начале XX веков домом владела семья Валери: сначала жена тайного советника Екатерина Михайловна, потом её сын Лев Осипович, титулярный советник, служивший в Московском Окружном Интендантском управлении.
До Октябрьской революции в здании располагалось Общество распространения между образованными женщинами практических знаний.
Председателем общества являлась Елизавета Федоровна Новикова, бывшая также попечительницей Филатьевского училища при Новодевичьем монастыре. При Обществе были открыты школы: так, в усадьбе располагались школы кройки и шитья, мод, рукоделия, кулинарная.
В 2022 году в здании располагался концептуальный магазин украшений 72conceptstore, ювелирная компания Anima и салон Ювелирного дома Axenoff.

## Архитектура
У здания 2 этажа, а также боковой мезонин и полуподвальный этаж.
Усадьба многократно перестраивалась; в результате одной из позднейших перестроек появился балкончик на правом флигеле, выходящий на бульвар.